# OS Водолея
OS Водолея (лат. OS Aquarii) — двойная затменная переменная звезда типа Беты Лиры (EB) в созвездии Водолея на расстоянии приблизительно 2209 световых лет (около 677 парсеков) от Солнца. Видимая звёздная величина звезды — от +12,9m до +12,1m. Орбитальный период — около 0,5868 суток (14,083 часов).

## Характеристики
Первый компонент — жёлто-белая звезда спектрального класса F. Радиус — около 1,74 солнечного, светимость — около 5,094 солнечных. Эффективная температура — около 6583 К.